# Idétlen időkig
Az Idétlen időkig (eredetileg angolul Groundhog Day, am. „mormota-nap”) 1993-ban bemutatott amerikai fantasztikus-romantikus film Bill Murray és Andie MacDowell főszereplésével.

## Cselekmény

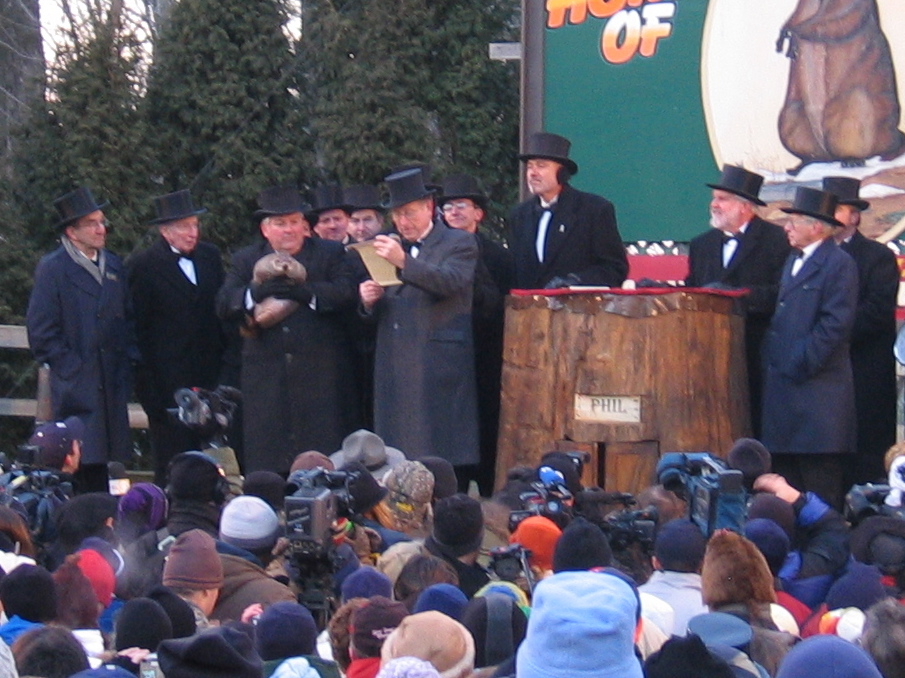
Az igazi mormotanap Punxsutawneyban (2005)

Phil Connors egy magának való, mogorva, magányos időjárás-bemondó egy pittsburghi tévécsatornán. Egyik nap azt a munkát kapja, hogy Ritával, az új szerkesztőnővel és Larryvel, az operatőrrel együtt menjen el a világvégi pennsylvaniai kisvárosba, Punxsutawney-ba, és a stáb vegye fel, amint 1993. február 2-án, a tél végén a város híres mormotája előjön odújából. A helyi néphit szerint ugyanis ha süt a nap és az előjött mormota meglátja a saját árnyékát, akkor marad továbbra is a tél még hat hétig. A mormota-nap a város életében a legnagyobb esemény, mindenki a mormota-fesztiválon ünnepel, kivéve Philt, aki már alig várja, hogy hazamehessen a „száműzetéséből”. A mormota azonban, amelyet szintén Philnek hívnak, nem bújik elő, a forgatás emiatt nem sokat ér. Ettől Philnek még rosszabb kedve lesz.
Az idő hamarosan elromlik, hatalmas havazás támad. A telefonvonalak megszakadnak, és senki sem tudja elhagyni aznap a várost. Phil csalódottan megy vissza a szállodába Larryvel és Ritával. Alig várja a reggelt, hogy végre indulhassanak. Reggel azonban hatalmas meglepetés éri: a hó sehol! Már indulna is haza, amikor a mormota-napra hívják. Fel kell vennie, ahogy a mormota kijön a barlangból. Philnek hamarosan nagyon kellemetlen déjà vu érzése támad. A mai nap az igazi mormota-nap! De akkor mi volt tegnap? Kelletlenül felveszi újra a jelenetet, majd hamarosan hózápor támad. Este visszatérnek a szállodába Ritával és Larryvel, hogy reggel hazautazhassanak. Reggel azonban nyoma sincs a hónak! Helyette viszont újra mormota-nap van az egész városban! Phil ráeszmél, hogy csapdába került: újra és újra a mormota-napot kell felvennie!
Az első napok rosszul telnek. Hiába fordul segítségért orvoshoz, majd pszichológushoz. Aztán rájön, hogy bármit megtehet következmények nélkül, hiszen reggel úgyis újra a szállodában fog ébredni. Előbb habzsol, randalírozik, majd bankot rabol, csajozik. Megpróbálja felszedni Ritát is, ez azonban sehogyan sem sikerül neki. Szórakozási lehetőségei kimerülnek, így egyre jobban unatkozik. Végül teljesen kiborul, elkapja a kétségbeesés, és öngyilkos lesz. Ám ezzel is hiába próbálkozik, mert mindig a szállodában ébred, ugyanazon a mormota-napon, újra meg újra.
Az egyforma napok során Phil egyre közelebb kerül Ritához, és lassan megváltozik. Zongoraórákat vesz, jégszobrokat kezd faragni, megmenti egy ember életét, és segít egy hajléktalanon. Észrevétlenül megtörténik egy komoly átalakulás, és a film végére Phil egy újjászületett, önzetlen emberré válik. Egyik este hazakíséri Ritát, és eltöltenek együtt egy csodálatos estét. Lassan hajnal lesz, majd reggel. Phil hallatlan örömmel fedezi fel, hogy az utcát vastagon belepte a hó! Véget ért a mormota-nap és Ritával is összejött. 

## Szereplők
| Színész            | Szerep            | Magyar hang                                  |
| ------------------ | ----------------- | -------------------------------------------- |
| Bill Murray        | Phil Connors      | Tahi Tóth László                             |
| Andie MacDowell    | Rita              | Tóth Enikő                                   |
| Chris Elliott      | Larry             | Kerekes József (1 jelenetben) Kautzky Armand |
| Stephen Tobolowsky | Ned Ryerson       | Kerekes József                               |
| Brian Doyle-Murray | Buster Green      | Koroknay Géza                                |
| Rick Ducommun      | Gus               | Barbinek Péter                               |
| Rick Overton       | Ralph             | Balázsi Gyula                                |
| Robin Duke         | Doris, a pincérnő | Jani Ildikó                                  |
| Marita Geraghty    | Nancy Taylor      | Orosz Helga                                  |
| Angela Paton       | Mrs. Lancaster    | Kassai Ilona                                 |
| David Pasquesi     | pszichológus      | Varga Tamás                                  |
| Harold Ramis       | idegorvos         | Imre István                                  |

## A film készítése
A film Danny Rubin ötletén alapult, aki még az 1980-as években találta ki egyéb filmtervei között, hogy egy férfi ugyanazt a napot éli meg újra és újra. Mikor pedig egy vámpíros regényt olvasott, amiben egy halhatatlan karakter a főszereplő megszületett a koncepció is, ami a film cselekményének nagy részét is tartalmazta. Egy-két hónap alatt lejegyzett egy alapos vázlatot, aztán négy nap alatt összedobott egy forgatókönyvet, majd azt még hetekig finomítgatta.
Miután egy ügynökségen keresztül sikerült felvenni a kapcsolatot Harold Ramisszel, már nem volt nehéz elkezdeni a munkát, mert Ramisnek is megtetszett a szkript. Ehhez azonban még többször át kellett írni a forgatókönyvet, hogy egy könnyedebb romantikus történetté válljon az eredetileg morózusabb, filozófikusabb változat helyett. A forgatás 1992 márciusától júniusáig zajlott az illinois-i Woodstockban, ami a filmbéli Punxsutawney-ként tűnt fel.
A forgatás azonban leginkább arról volt hírhedt, hogy a két régi barát, Ramis és a főszereplő Bill Murray közt ekkor romlott meg a viszony. Az egyértelműen nem derült ki, hogy pontosan mi volt az oka, de Murray sorra-rendre szabotálta a forgatás gördülékenységét a kiszámíthatatlan viselkedésével, amik közé a rögtönzés és a szövegkönyv figyelmen kívül hagyása is beletartozott, majd mikor már egy kapcsolattartó személyi asszisztenst kellett alkalmaznia Ramis utasítására, hogy tudjanak dolgozni, Murray egy csak jelnyelven kommunikáló siket nőt vett fel. Murray híresen nehéz eset tudott lenni, de ebben az időben tönkrement a házassága és azt is tudni vélték, hogy úgy gondolhatta, a sikereit mind Ramisszel közösen érte el, ami kisebbrendűségi komplexust okozhatott nála, ezek indokolhatták bizarr viselkedését. Mikor aztán Ramisnél betelt a pohár, egy alkalommal a gallérjánál fogva a falhoz vágta Murrayt, ami véget is vetett a barátságuknak. A film többi szereplője ugyanakkor szép emlékként gondolt vissza a forgatásra, akik ha észlelték is a két ember konfliktusát, náluk ez nem csapódott le. Viszont hiába lett a film kritikailag és anyagilag is sikeres, Ramis és Murray 21 évig nem álltak szóba egymással, csak 2014-ben Ramis súlyos betegségének diagnózisa után és nem sokkal halála előtt kereste fel őt Murray, aki idővel a filmmel is megbékélt, amit kezdetben nem különösebben kedvelt.

## Filozófiai vonatkozások
Az „Idétlen időkig” sok filozófiai problémát érint.[forrás?]
- A film tanmese arról, hogy az önzés kielégülést nyújthat, de csak a művészet, a másokkal való törődés és a szerelem adhat boldogságot, értelmet az életnek. Phil jellemfejlődése a klasszikus nevelésregényeket idézi.
- A múló idő alatt Phil lassanként mindent és mindenkit megismer a városkában. Lokális és temporális tökéletes tudása, valamint halhatatlansága szerinte istent csinált belőle. Vajon Isten mindenhatósága is csak az öröklétéből fakad?
- Az ember örökléte hiábavaló, ha előbb-utóbb szükségszerűen unalomba fullad.

## Időtartam
Többeket foglalkoztatott, hogy Phil mennyi időt is töltött az időcsapda mormotanapban. A filmben összesen 44 nap szerepel, ebben 36-ban látjuk Philt, a többire csak utal. A kérdés az volt, hogy az egyéb készségekre, mint zongorázás, jégszobrászat és a francia nyelv megtanulása mennyi időt vett igénybe, ahogy a városka összes lakóinak és eseményének megismerése. Harold Ramis szerint Phil időzése úgy tíz évig tart, de ez csak hozzávetőleges becslés volt. Később aztán kiszámolták, hogy minden reális körülményt figyelembe véve Phil mormotanapja körülbelül 34 évig tarthatott.

## Értékelés
A filmet a Rotten Tomatoes (a szokatlanul magas) 96%-ra értékelte, az IMDb oldalán 118109 szavazat alapján 8,1 pontot, a Port.hu-n pedig 9,4 pontot kapott.